# 贾泽林
贾泽林（1934年—），中华人民共和国马克思主义哲学家。

## 生平
1934年生于黑龙江绥化。1954年留学苏联莫斯科大学哲学系，1959年6月毕业。同时入学和毕业的中国留学生还有陈筠泉。
后任中国社科院哲学所研究员，曾任中国现代外国哲学学会理事长。
1998年曾访俄罗斯科学院哲学所和莫斯科大学哲学系等单位。

## 著作
- 《走向列宁山——莫斯科大学》，中国青年出版社，2001年5月第1版
- 《苏联哲学纪事：1953—1976》，三联书店，1979年[4]
- 《20世纪与苏俄哲学》（论文）[1]